# Rubén Douglas
Rubén Enrique Douglas (Pasadena, California, 30 de octubre de 1979-Panamá, 12 de abril de 2024) fue un jugador de baloncesto profesional panameño-estadounidense.

## Biografía
Douglas encabezó la NCAA en puntuación, con 28,0 puntos por partido durante la temporada 2003-04 por la Universidad de Nuevo México. 
En Europa se ha desempeñado en diferentes equipos como Panionios BC en Grecia, Climamio Bologna en Italia (2004-2005, donde ganó la LEGA), MBC Dinamo Moscú en Rusia, Pamesa Valencia en España y Lottomatica Roma en Italia. 
También es miembro de la selección de baloncesto de Panamá y también compitió en el Mundial FIBA 2006.
Al finalizar la temporada 2010 finalizó su contrato con el Club Baloncesto Sevilla de la ACB española